# Bouvardia bouvardioides
Bouvardia bouvardioides är en måreväxtart som först beskrevs av Berthold Carl Seemann, och fick sitt nu gällande namn av Paul Carpenter Standley. Bouvardia bouvardioides ingår i släktet Bouvardia och familjen måreväxter. Inga underarter finns listade i Catalogue of Life.